# Cadlinella
Cadlinella Thiele, 1931 è un genere di molluschi nudibranchi, unico genere  della famiglia Cadlinellidae.

## Tassonomia
Il genere comprende le seguenti specie:
- Cadlinella hirsuta Rudman, 1995
- Cadlinella ornatissima (Risbec, 1928)
- Cadlinella subornatissima Baba, 1996

### Sinonimi
- Cadlinella japonica (Baba, 1937) = Cadlina japonica Baba, 1937
- Cadlinella sagamiensis (Baba, 1937) = Showajidaia sagamiensis (Baba, 1937)